# Maxwellovy relace
Za Maxwellovy relace jsou považovány následující čtyři vztahy mezi termodynamickými parametry jednosložkového termodynamického systému s konstantním počtem částic, konajícího pouze objemovou práci:
{\displaystyle \left({\frac {\partial T}{\partial V}}\right)_{S}=-\left({\frac {\partial p}{\partial S}}\right)_{V},}
{\displaystyle \left({\frac {\partial T}{\partial p}}\right)_{S}={\phantom {-}}\left({\frac {\partial V}{\partial S}}\right)_{p},}
{\displaystyle \left({\frac {\partial S}{\partial p}}\right)_{T}=-\left({\frac {\partial V}{\partial T}}\right)_{p},}
{\displaystyle \left({\frac {\partial S}{\partial V}}\right)_{T}={\phantom {-}}\left({\frac {\partial p}{\partial T}}\right)_{V},}
kde {\displaystyle p,V,T,S} značí tlak, objem, termodynamickou teplotu a entropii systému.
Maxwellovy relace vyplývají z diferenciálních definičních vztahů termodynamických potenciálů.
Tyto vztahy jsou velmi často používány při odvozování konkrétních vztahů popisujících konkrétní problém z obecných termodynamických definičních vztahů a axiomů.
Výše uvedené vztahy platí i pro složitější systémy (vícesložkové s proměnným počtem částic či konající jiné druhy práce), je však nutno u parciálních derivací požadovat konstantnost některých dalších parametrů. Obdobné vztahy lze odvodit i pro tyto další parametry takových systémů (počty částic složek, chemické potenciály složek, extenzivní parametry, na kterých závisí konání jiných druhů práce (zobecněné dráhy), jim odpovídající intenzivní parametry (zobecněné síly)).

## Odvození
Termodynamika definuje (odkaz na hlavní článek) čtyři základní funkce, tzv. termodynamické potenciály. Jsou to:
- Vnitřní energie

{\displaystyle dU=TdS-pdV}
- Entalpie (příp. enthalpie)

{\displaystyle dH=TdS+Vdp}
- Gibbsova energie (příp. volná entalpie)

{\displaystyle dG=-SdT+Vdp}
- Helmholtzova volná energie

{\displaystyle dF=-SdT-pdV}
Odvození Maxwellových relací lze ukázat na příkladu Gibbsovy energie. Pokud vezmeme v potaz, že za velmi širokých předpokladů platí rovnost smíšených parciálních derivací
{\displaystyle {\frac {\partial }{\partial p}}\left({\frac {\partial G}{\partial T}}\right)_{p}=\left({\frac {\partial ^{2}G}{\partial T\partial p}}\right)=\left({\frac {\partial ^{2}G}{\partial p\partial T}}\right)={\frac {\partial }{\partial T}}\left({\frac {\partial G}{\partial p}}\right)_{T}}
a uvážíme-li, že z totálního diferenciálu Gibbsovy energie přímo plyne
{\displaystyle \left({\frac {\partial G}{\partial T}}\right)_{p}=-S,\quad \left({\frac {\partial G}{\partial p}}\right)_{T}=V,}
pak dostáváme:
{\displaystyle \left({\frac {\partial S}{\partial p}}\right)_{T}=-\left({\frac {\partial V}{\partial T}}\right)_{p},}
což je nejčastěji využívaný Maxwellův vztah. Zbývající tři vztahy lze odvodit analogicky z ostatních termodynamických potenciálů.